# Indienii din România
România are o comunitate mică de indieni. Majoritatea acestora trăiesc în orașe mari precum București, Timișoara și Cluj-Napoca. Potrivit Inspectoratului General pentru Imigrări, 773 de indieni aveau permis de ședere în România în 2014. De asemenea, datele platformei REI arătau că 79 de studenți indieni erau înmatriculați în universitățile românești în anul universitar 2017/2018. Religiile practicate de indienii din România sunt hinduismul, ortodoxismul, catolicismul și islamismul.
Anual, în România sunt organizate mai multe evenimente culturale dedicate comunității indiene, cele mai notabile fiind Festivalul Nirmalanjali, un turneu național de muzică tradițională indiană, și Namaste India, festival organizat de Centrul Cultural „Rabindranath Tagore”.